# مأموران مخفی (مجموعه تلویزیونی)
مأموران مخفی (به انگلیسی: Spooks) یا ام‌آی‌فایو (به انگلیسی: Mi5) یک مجموعه تلویزیونی بریتانیایی با موضوع جنایی است. این مجموعه ساخته شرکت بریتانیایی کودوس است که برای شبکه تلویزیونی بی‌بی‌سی وان ساخته شده‌است. عنوان ام‌آی‌فایو به دلیل محبوبیت بیشتر در بین مردم برای این مجموعه انتخاب شده‌است، این مجموعه نیز با همین نام در تلویزیون فارسی بی‌بی‌سی با دوبله فارسی پخش شده‌است.